# Ballore
Ballore – miejscowość i gmina we Francji, w regionie Burgundia-Franche-Comté, w departamencie Saona i Loara.
Według danych na rok 1990 gminę zamieszkiwały 93 osoby, a gęstość zaludnienia wynosiła 9 osób/km² (wśród 2044 gmin Burgundii Ballore plasuje się na 817. miejscu pod względem liczby ludności, natomiast pod względem powierzchni na miejscu 911.).